# Disophrys insignis
Disophrys insignis är en stekelart som beskrevs av Per Abraham Roman 1913. Disophrys insignis ingår i släktet Disophrys och familjen bracksteklar. Inga underarter finns listade i Catalogue of Life.